# Ponikła (województwo pomorskie)
Ponikła (kaszb. Ponikła, niem. Ponickel) – osada w Polsce położona na Pojezierzu Bytowskim, w województwie pomorskim, w powiecie bytowskim, w gminie Miastko.

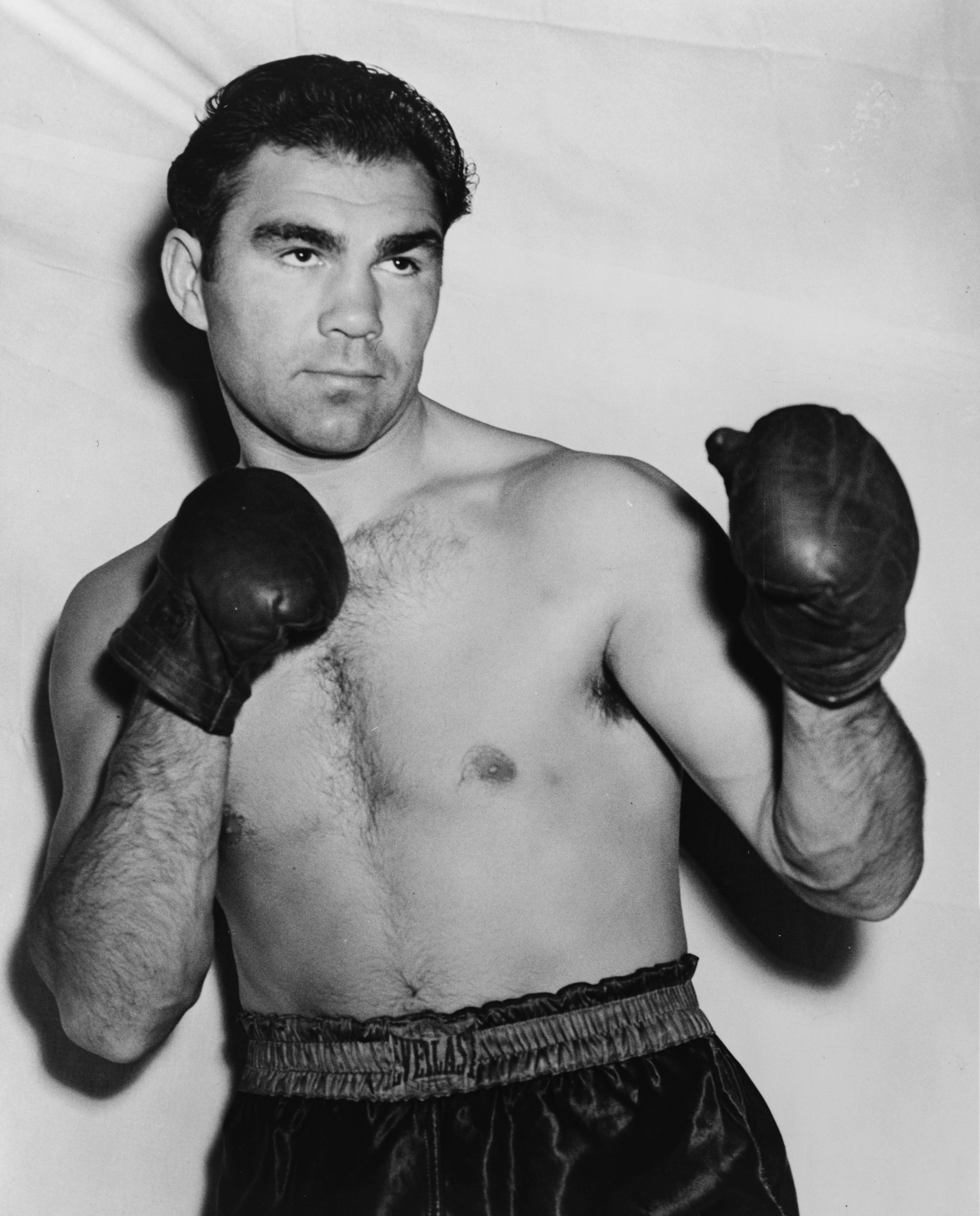
Najsłynniejszy mieszkaniec wsi, Max Schmeling, mistrz świata wszechwag

W latach 1937–1945 w miejscowości mieszkał    Max Schmeling, tu też od 2006 znajduje się obelisk poświęcony jego pamięci.
W latach 1975–1998 miejscowość administracyjnie należała do województwa słupskiego.